# 重粒子線がん治療

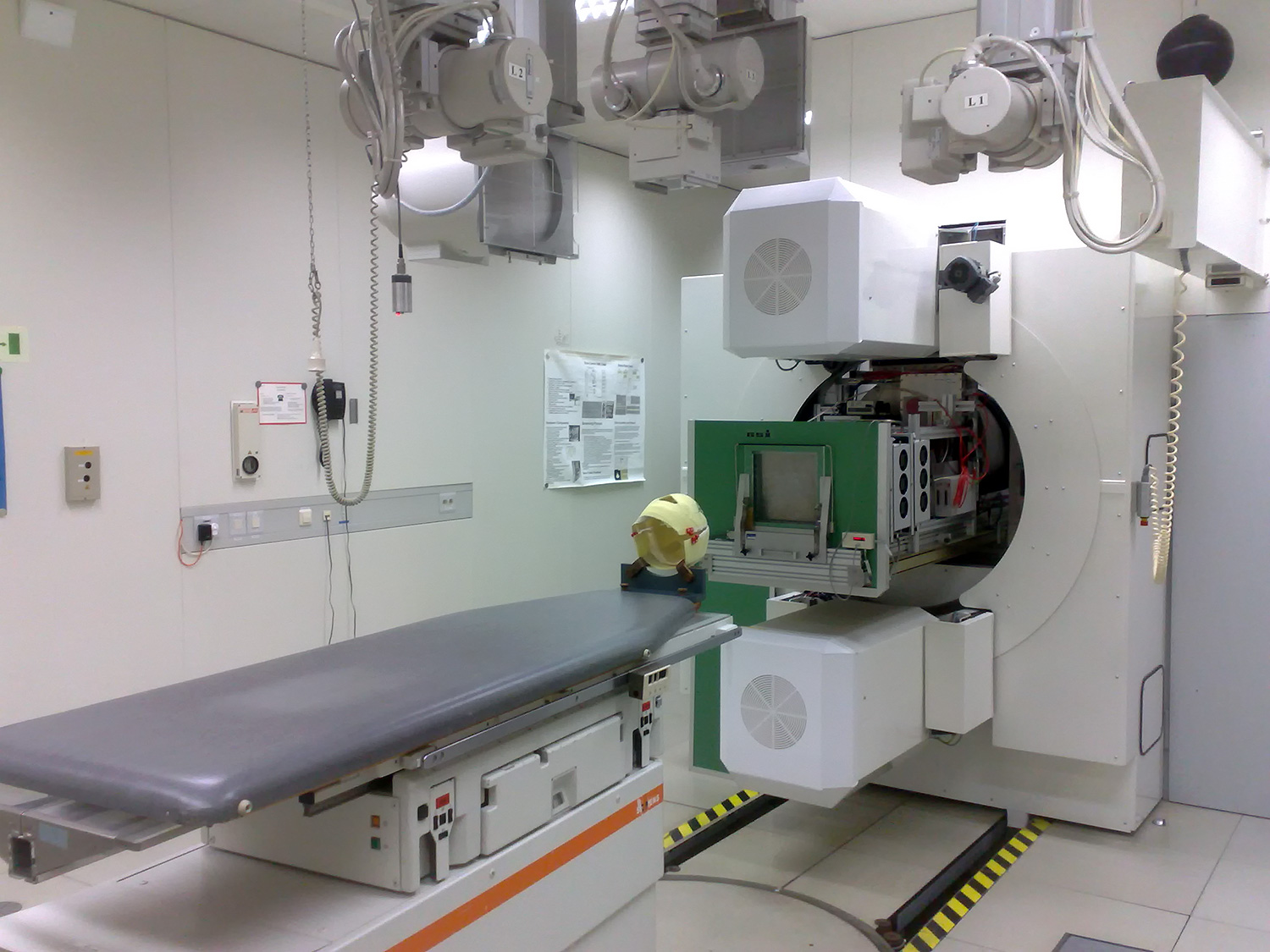
重イオンを用いた脳腫瘍治療装置

重粒子線がん治療（じゅうりゅうしせんがんちりょう、英語: heavy particle therapy, charged particle radiotherapy, heavy ion therapy, など）とは、がん（癌）に対する放射線療法のうちの一つ。炭素イオンを加速器で光速の70-80％に加速して、がん細胞に照射する。炭素イオン線の線量集中性と生物効果の高さを活かし、正常細胞への有害事象を抑えつつ、がん病巣部への高い効果が期待できる治療法である。

## 概要

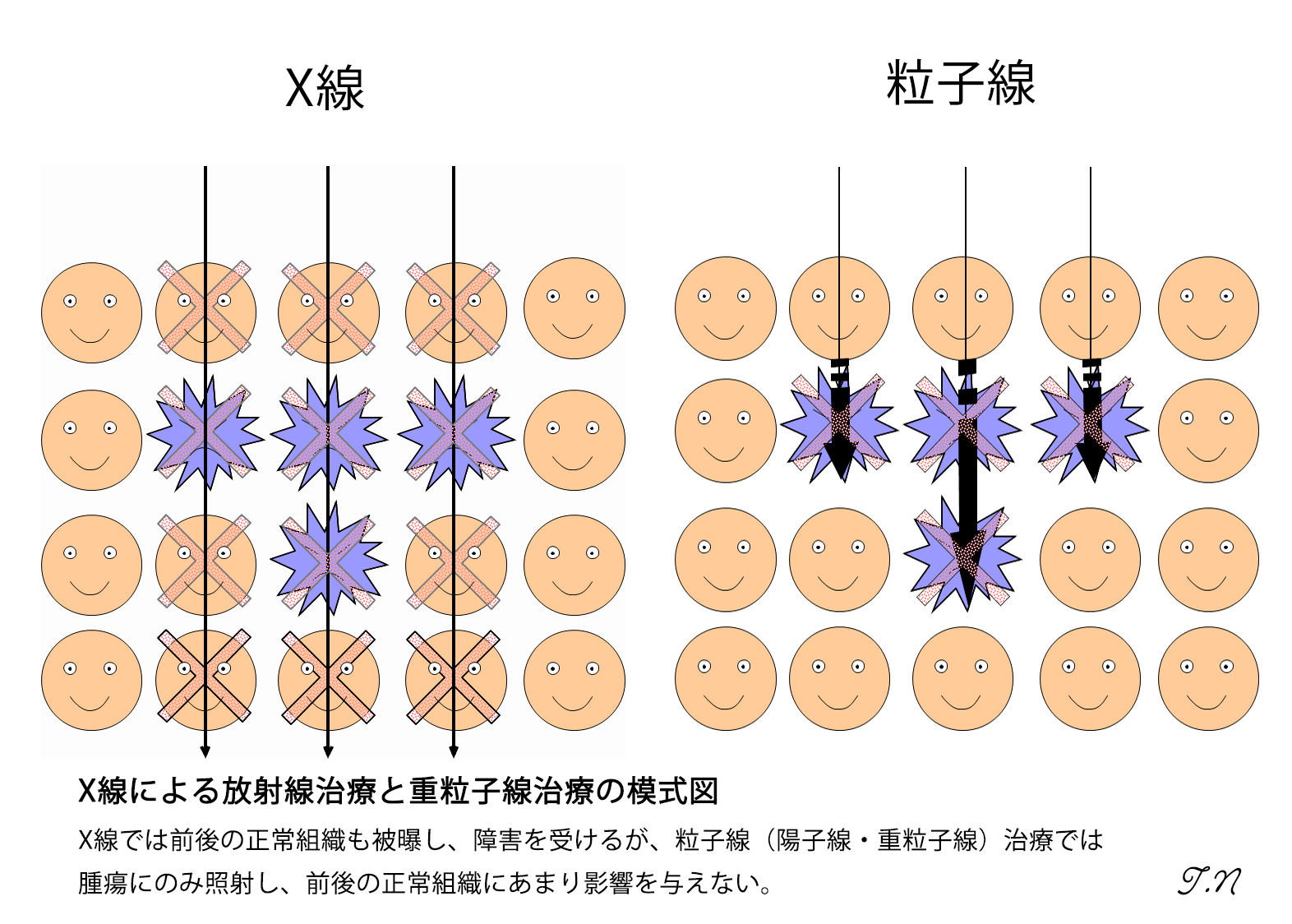
X線による放射線治療と重粒子線治療の模式図　X線では前後の正常組織も被曝し、障害を受けるが、粒子線（陽子線・重粒子線）治療では腫瘍のみに照射し、前後の正常組織にあまり影響を与えない。

がん治療の三本柱のうち、外科手術および化学療法と比較して、エックス線（X線）を用いた放射線療法では「機能と形態の温存」や「治療にあたって身体的負担が少ない」という性質が長所として挙げられる。重粒子線治療では、表面線量が比較的高いX線、ガンマ線に比べ、陽子線と同様に体の表面での吸収線量を低く抑えられ、腫瘍組織において吸収線量がピークになる特性を有している（模式図参照）。こうした特長を活かし、照射回数と有害事象をさらに少なくすることが可能とされている。2016年1月に東芝（東芝エネルギーシステムズ）が世界初となる超伝導磁石を使用した軽量・小型の重粒子線回転ガントリー装置を開発した。
重粒子線の治療施設は日本国内に7カ所（2024年時点）、世界に13カ所ある。治療装置は東芝エネルギーシステムズや日立製作所、三菱電機、住友重機械工業などが手がけ、この分野では国内メーカーが主導的な役割を担う。
2007年当時、実際に治療を行っている重粒子線がん治療施設は、世界に3ヵ所（放射線医学総合研究所（放医研）内の重粒子医科学センター病院、兵庫県立粒子線医療センター、ドイツのダルムシュタットの重イオン研究所）しかなく、近年では、スイス、フランス、イタリア、アメリカ合衆国、中国、韓国でも計画が進行している。
放医研は日本での導入の先駆けで、1994年に臨床研究を始めた（後述）。2007年当時で、3,200人以上が治療を受けていた放医研センター病院（現・QST病院）は、世界的にも最も進んだ重粒子線医療施設で、2010年7月までに累計5,400人、2021年3月までに累計13,000人を超える治療が行われている。
また、世界で4番目、日本国内で3ヵ所目の施設として、群馬大学重粒子線医学研究センターが治療を開始した。ここでは、巨大な加速器を小さくすることに成功しており、今後の重粒子線がん治療の可能性を、大きく広げるものとして注目を集めている。
放医研センター病院では、約65m×120mだった加速器を、約45m×65mと小さくすることに成功。その中に、重粒子を最高で光速の70%程度の速度まで加速する、直経約20mのシンクロトロン加速器と、3つの治療室を持つ。放医研が主体となって研究開発を進めて来た「普及小型重粒子線照射装置の技術機第1号」と位置づけられ、群馬大学では群馬県庁との共同事業として、2010年3月の治療開始に至る。
重粒子線がん治療は、正常な組織への放射線障害を最小限に止め、がんの部位のみを狙い撃ちができ、通常の放射線治療では治癒することが困難な「放射線抵抗性のがん」にも威力を発揮するとされている。また「切らずにがんを治す」治療法で、臓器の機能や形態が温存できることから、治療成績の向上のみでなく、患者の治療後の社会復帰や、クオリティ・オブ・ライフ（QOL）の向上も期待できる治療法である。
放医研での重粒子線治療の治療成績は、5年生存率で見ると、前立腺がん＝約95%、手術不能Ⅰ期肺がん＝約70%、頭頸部悪性黒色腫＝約50%、体幹部・進行骨肉腫＝約50%、再発進行肝がん＝約50%、Ⅲ-Ⅳ期進行子宮頸がん＝約45%などの報告がなされている。最も治療の難しい骨肉腫では、腫瘍が消失した後に正常骨組織が再生するなど、がんが制御されるばかりか、機能や形態まで温存される、劇的な治療効果も得られていると言う。
治療費用は、保険診療の対象となる骨軟部腫瘍、頭頸部癌、前立腺癌を除いて、先進医療として行われるため治療費314万円が患者の自己負担となる。2022年4月からは、保険診療の対象に大型の肝細胞癌、肝内胆管癌、膵癌、子宮頸癌（腺癌）、大腸癌術後再発が加わる見込みとなった。

## 適応
放射線医学総合研究所では、1994年6月より臨床試験を実施し、良好な治療効果が得られている。治療の対象となる代表的な疾患と共通の適応条件を次に挙げる。
X線による放射線治療では根治的治療となりにくい骨軟部腫瘍に対して、重粒子線治療は治療効果が高いと見積もられている。そのことから、手術適応がないか患者が手術を拒否した場合の骨軟部腫瘍の重粒子線治療が2016年の診療報酬改訂で公的医療保険の対象となった。

### 対象となる代表的な疾患
QST病院・重粒子線治療とはより

#### 保険診療として治療されている疾患
- 骨軟部腫瘍（肉腫）（手術が困難なもの）
- 頭頸部癌（鼻、副鼻腔、唾液腺など）
- 涙腺癌
- 前立腺癌

#### 先進医療として治療されている疾患
- 非小細胞肺癌（局所進行がん、I期）
- 食道癌（I期）
- 肝癌
- 膵癌
- 腎臓癌
- 子宮癌
- 術後再発大腸癌（手術が困難なもの）
- 肺転移
- 肝転移
- リンパ節転移

#### 臨床試験として治療されている疾患
- 眼腫瘍（悪性黒色腫）
- 食道癌（Ⅱ・Ⅲ期、手術前の照射）
- 乳癌
- 腎臓癌

### 共通の適応条件
- 対象部位に対する放射線治療の既往がない
- 病理診断がついている
- 測定可能病変を有する
- 原則として腫瘍の最大径が15cmをこえない
- 広範な転移がない
- パフォーマンスステータスが0-2（カルノフスキー指数60以上）

## 副作用
重粒子線治療はがんのある部位に狙いを定めて、ごく限られた範囲に照射するため、従来のX線などを用いた放射線治療に比べて、理論上、有害事象を低減することが可能である。
重粒子線治療の黎明期には、最適な総線量や線量分割を模索する過程で、強い皮膚障害や手術が必要となる潰瘍や穿孔（せんこう）が認められたが、近年では臓器毎の耐用線量が明らかにされ、照射技法を工夫することにより、強い有害反応が見られることは少なくなっている。

## 作用原理
粒子線とは、光子を除く放射線のなかでも電子より重いものをいい、π-中間子、陽子線、重粒子線などが含まれる。このうち重粒子線は、ヘリウムイオンより重い粒子のビームをまとめて呼ぶが、稼働している重粒子線治療施設で用いているのは炭素イオン線のみなので、重粒子線と炭素イオン線はほぼ同じ意味として扱われる。
X線（γ線）、電子線、中性子線を用いる場合は、表面付近の吸収線量が最も大きく、深さとともに減衰するのに対し、陽子線や重粒子線では、表面付近の吸収線量が小さく、粒子の飛程の終端で最も付与する線量が大きくなるという特徴があり、この線量のピークをブラッグピーク(Bragg peak)という。陽子線ではブラッグピーク以深にはほとんど線量を与えないが、重荷電粒子の場合には、核破砕現象によりブラッグピーク以深にも線量寄与が存在し、これをフラグメンテーションテール（Fragmentation Tail）という。なお、核破砕に伴って放射性同位体が生成され、PET（Positron Emission Tomography）検査で観察することができる。また、陽子線と比較して、質量の大きい重粒子線は、物質内での散乱が小さく、腫瘍組織とその周辺の正常組織に対する線量のコントラストを高めることによる物理学的効果に加え、同じ物理線量の陽子線やその他の放射線と比べると、重粒子線の線エネルギー付与（linear energy transfer: LET）が高く、生物学的効果比(relative biological effectiveness: RBE、細胞に対する影響）が大きいという特徴がある。この特徴から、脊索腫や直腸癌の局所再発などの通常のX線照射で制御が困難な腫瘍に対しての効果が期待されている。
上記の優れた特性から、メスを入れずに、腫瘍組織に選択的に線量を投与できる一方で、近接する正常組織への被曝を抑えることが可能であり、機能・形態の温存や、有害事象の低減が期待される。治療のための照射回数を減らす（寡分割照射）ことができ、早期社会復帰が可能となる、といったQOLの面からの長所がある。
治療用重粒子線は加速器を用い、重粒子を最大で光速のおよそ70%のスピードに加速し照射する。重粒子線が照射されている間に、痛みや熱感などを感じることはない。照射回数は、日本放射線腫瘍学会が定める統一治療方針によって疾患ごとに決められている。
従来の重粒子線がん治療装置では固定照射装置が標準だったが、患者の負担を軽減し、最適な方向から腫瘍に重粒子線を照射するために360°任意の方向から照射できる装置が必要で回転ガントリーに搭載可能な超伝導電磁石が開発され、これにより普及可能なサイズ（直径11m、長さ13m）の陽子線ガントリーが実現して、3次元スキャニング照射装置とX線呼吸同期装置を搭載することによって、腫瘍周辺の動きを直接観察し、腫瘍に対する正確な照射ができるようになった。

## 実際の治療技術
ブラッグピークの幅は極めて狭く、腫瘍の厚みに応じて、深さ方向にブラッグピークを拡大する必要があり、拡大フィルタなどを用いて拡大したピークを、拡大ブラッグピーク（Spread Out Bragg Peak: SOBP）という。さらに、ボーラスを用いて、線量投与する深さを調整する。また、ビームを横方向にも拡大する必要があり、二重散乱体法、ワブラー法などが用いられる。スポットビームで腫瘍を三次元的に走査する照射法もあり、これを用いると正確に腫瘍の形に合わせて照射することができ、さらなる有害事象低減のための技術として期待されている。

## 治療患者数
放射線医学総合研究所が治療を開始した1994年から2010年7月までの統計で見た登録患者数は5497名。他の医療機関を含め、2024年までの20年間に日本では延べ4万人以上が重粒子線治療を受けた。

## 問題・課題
重粒子線治療施設は導入・維持に高額な費用がかかるため、導入施設増加の大きな障壁となっている。
小型化が進んでいるが、2024年時点でも、新規導入には病棟の新設が必要である。量子科学技術研究開発機構では、既存病棟に設置できる「量子メス」の開発を進めている。

### 重粒子線治療機関

#### 日本
- 量子科学技術研究開発機構QST病院（旧 放射線医学総合研究所病院）
  - HIMAC
- 兵庫県立粒子線医療センター
- 群馬大学医学部附属病院重粒子線医学センター
- 九州国際重粒子線がん治療センター
- 神奈川県立がんセンター重粒子線治療施設
- 大阪重粒子線センター
- 山形大学医学部東日本重粒子センター [22][23][11]